# Border (2018)
Border ist ein schwedischer Film aus dem Jahr 2018. Regisseur des mehrfach ausgezeichneten Fantasy-Dramas ist Ali Abbasi.

## Handlung
Die 40-jährige Tina arbeitet für den schwedischen Zoll. In einem Fährhafen zwischen Schweden und Dänemark kontrolliert sie Reisende auf Schmuggelwaren. Sie verfügt über eine in ihrem Beruf nützliche, besondere Begabung: Sie kann Gefühle wie Angst, Nervosität oder Schuldgefühle riechen und so Schmuggler zielsicher aussortieren. Durch ein deformiertes Gesicht ist sie optisch auffällig. Sie lebt abgeschieden in ihrem eigenen Haus im Wald, hat ein auffällig inniges Verhältnis zur Natur und geht oft im Wald spazieren. Tiere wie Füchse und Elche verhalten sich ihr gegenüber zutraulich. Tina lässt den Hundetrainer Roland und seine Rottweiler bei sich wohnen und lebt mit ihm platonisch, aber beziehungsähnlich zusammen. Ihr zunehmend dementer Vater ist im Altersheim.
Die Handlung des Films teilt sich in einen beruflichen und einen privaten Strang. In beruflicher Hinsicht gelingt es ihr, einen Kriminellen aufzuspüren, der eine Speicherkarte mit Kinderpornografie mit sich führt. Die Polizei wird durch diesen Erfolg auf sie aufmerksam und fragt ihre Unterstützung für weitere Ermittlungen im Fall an. Im Rahmen einer Observation von Verdächtigen macht sie ein Apartment ausfindig, das möglicherweise von Pädophilen bewohnt wird, und findet dort tatsächlich Beweise für einen erfolgten Missbrauch.
Während der Arbeit stößt sie auf einen Reisenden, der ähnlich deformiert aussieht wie sie und ein auffälliges Interesse für Insekten zeigt. Sie lässt ihn durchsuchen, doch er hat keine Schmuggelware bei sich; der durchsuchende Zöllner informiert Tina darüber, dass der vermeintliche Schmuggler keine männlichen Geschlechtsorgane habe, sowie eine Narbe am Steißbein. Tina entschuldigt sich bei dem Reisenden für die Unannehmlichkeiten, die beiden tauschen etwas Smalltalk aus. Der Mann, der sich als Vore vorstellt, bekundet Interesse, in eine nahe gelegene Jugendherberge zu ziehen. Beim nächsten Besuch bei ihrem Vater spricht Tina ihn wegen der Narbe an, die sie selbst am Steißbein hat, und ihr Vater meint, das sei eine Operation nach einem Unfall gewesen. Tina sucht Vore in der Jugendherberge auf und bietet ihm Unterkunft im Gästehäuschen auf ihrem Grundstück im Wald an.
Roland und die Nachbarn beäugen den animalisch wirkenden Gast kritisch, aber er und Tina kommen sich immer näher, bis sie schließlich bei einem Waldspaziergang übereinander herfallen. Als sie erregt ist, kommt bei Tina ein Penis zum Vorschein, der es ihr ermöglicht, den Geschlechtsverkehr mit dem mit einer Vagina ausgestatteten Vore zu vollziehen. Nach dem Sex klärt Vore sie darüber auf, dass sie, so wie er, ein Troll sei. Ihre tatsächlichen Eltern seien, so wie seine, in psychiatrischen Kliniken gehalten worden und dort gestorben; Vore ist in verschiedenen Waisenhäusern aufgewachsen, Tina wurde hingegen adoptiert. Tina gewinnt schnell Freude an ihrer neuen Identität und der Zweisamkeit mit Vore, arbeitet jedoch weiterhin beim Zoll und für die Polizei. Sie wirft Roland aus dem Haus.
Der Haupttäter des Pädophilenrings soll die Polizei zu dem Kriminellen führen, der die missbrauchten Babys vermittelt. Der Gefangenentransport muss jedoch im Wald wegen eines Elches anhalten und der Haupttäter wird von einem Unbekannten getötet. Tina erkennt in dem Flüchtenden Vore.
Zur Rede gestellt gesteht Vore, der Kriminelle zu sein, der dem Pädophilen-Ring die Babys zugeführt hat. Er entpuppt sich als Misanthrop, der sich an allen Menschen für das an den Trollen verübte Unrecht rächen will. Vore fordert Tina auf, sich ihm anzuschließen und mit ihm nach Finnland zu ziehen, wo eine freilebende Trollpopulation existieren soll. Doch Tina möchte anderen Menschen kein Leid zufügen und ermöglicht seine Verhaftung auf einer Fähre. Vore flieht mit einem Sprung ins Meer, bei dem er scheinbar zu Tode kommt. Monate später bekommt Tina jedoch ein Paket mit einem lebenden Trollbaby und einer Postkarte aus Finnland.

## Entstehungsgeschichte
Der erste Drehbuchentwurf stammt vom schwedischen Schriftsteller John Ajvide Lindqvist und basiert auf einer seiner eigenen Kurzgeschichten. Abbasi erweiterte Lindqvists Entwurf und engagierte die Drehbuchautorin und Regisseurin Isabella Eklöf, die 2018 mit ihrem Krimidrama Holiday debütiert hatte, die mehr „psychologischen Realismus“ in das Drehbuch bringen sollte. Das Casting der Hauptdarstellerin dauerte über 18 Monate. Nachdem Eva Melander verpflichtet worden war, musste sie für die Rolle 20 Kilogramm zunehmen. Während der Dreharbeiten verbrachte sie vier Stunden pro Tag in der Maske.
Premiere hatte Border am 10. Mai 2018 bei den Internationalen Filmfestspiele von Cannes. Kinostart war am 23. Mai 2018 in Frankreich. Der Film wurde unter anderem beim Internationalen Filmfestival Karlovy Vary, beim Jerusalem Film Festival, beim Toronto International Film Festival, beim New York Film Festival und beim deutschen Fantasy Filmfest gezeigt. Am 11. April 2019 kam er in die deutschen Kinos.

## Rezeption
Border erhielt fast ausschließlich positive Kritiken. Die Rezensionsdatenbank Rotten Tomatoes aggregiert 129 Kritiken, die zu 97 % positiv ausfallen. Die Durchschnittsbewertung liegt bei 7,9 von 10 Punkten.
Das Branchenmagazin Variety bezeichnete Border als „aufregende, intelligente Mischung aus Liebesfilm, Nordic Noir, sozialem Realismus und übernatürlichem Horror, die Genrekonventionen trotzt und sie untergräbt“ und „zum Kultklassiker bestimmt“ sei. Das Magazin sieht in Tinas Verhältnis zu den Tieren des Waldes Elemente des Magischen Realismus. Einziger Kritikpunkt von Rezensentin Alissa Simon war, dass die Vielzahl an Plotelementen einige Zuschauer überfordern könnte. Der Hollywood Reporter urteilte, Regisseur Abbasi „mische übernatürliche Folklore mit zeitgenössischem sozialen Realismus, um eine universelle Parabel über Tribalismus, Rassismus und Angst vor dem Fremden zu erschaffen“. Das Magazin lobte die Leistungen der beiden Hauptdarsteller, des Kameramanns und der Maske, stellte aber heraus, dass sozialer Realismus und übernatürliche Folklore sich von Natur aus nicht sonderlich gut ergänzten und dass das Konstrukt des Films deshalb an einigen Stellen etwas volatil sei. So sei das Ergebnis einer Szene, in der abrupt zwischen beiden Genres gewechselt wird, „ulkige Absurdität“, die vom Publikum in Cannes aber wohlwollend aufgenommen worden sei. Sight & Sound, das Magazin des British Film Institute, sieht im „absurden Humor“ von Border eine Stärke und stellt als Schlüsselaspekt des Films die Einbettung verworren-folkloristischer Elemente in eine natürliche Umgebung heraus. Das Magazin lobte in diesem Zusammenhang ausdrücklich die Arbeit des Special-Effects-Teams und der Maske. Als negativ erwähnte Sight & Sound, dass der Pädophilen-Nebenplot in seiner Wirkungskraft hinter die Liebesgeschichte von Tina und Vore zurückfalle.
Bei den Filmfestspielen in Cannes gewann Border den Hauptpreis in der Sektion „Un Certain Regard“. Das Schwedische Filminstitut wählte den Film als schwedischen Beitrag für die Kategorie „Bester fremdsprachiger Film“ der Oscar-Verleihung 2019 aus. Von der Academy of Motion Picture Arts and Sciences für den Preis nominiert wurde er im Januar 2019 für die Kategorie „Bestes Make-up und beste Frisuren“. Der Film bzw. sein Personal wurden in den vier Kategorien Bester europäischer Film, Beste Regie, Beste Darstellerin (Eva Melander) und Bestes Drehbuch für den Europäischen Filmpreis 2018 nominiert. Peter Hjorth wurde mit dem erstmals in der Kategorie Visual Effects Supervisor verliehenen Europäischen Filmpreis 2018 ausgezeichnet.
Die Jury der Deutschen Film- und Medienbewertung sah den Film als eines der wenigen Werke, das „auf dem schmalen Grat zwischen Arthouse- und Genrekino“ balanciere und dabei „doch das Beste sowohl des anspruchsvollen wie auch des fantastischen Kinos in sich“ vereine. Der Film wurde von der Jury mit dem Prädikat „Besonders wertvoll“ ausgezeichnet.